# Gymnammodytes
Gymnammodytes – rodzaj morskich ryb z rodziny dobijakowatych (Ammodytidae).

## Klasyfikacja
Gatunki zaliczane do tego rodzaju:
- Gymnammodytes capensis
- Gymnammodytes cicerelus – falik[3]
- Gymnammodytes semisquamatus - dobijak nagi[4]